# He Said She Said
He Said She Said var den andra singeln från Ashley Tisdales debutalbum, Headstrong. Sången skrevs av producenterna J. R. Rotem och Ryan Tedder.
Låten lanserades på Itunes den 19 december 2006. Som fysisk singel lanserades den i USA och Storbritannien den 17 september 2007, och till Tyskland kom singeln den 26 oktober. Låten finns med i J.J. Abrams film Cloverfield
Singeln har sålt i Guld enligt RIAA:s standard (över 500 000 kopior). Sången har även hörts i MTV-serien The Hills.